# Bagad Saint Patrick
Le bagad Saint-Patrick a été créé au sein de la troupe des scouts unitaires de France de Quimper (Finistère) en 1952 par le père Jean-Yves Le Moigne. Il est le seul bagad scout au monde encore en activité avec le Bagad Tri Bleiz, dépendant de l'Association des Guides et Scouts d'Europe (AGSE), qui n'a que 7 ans d'ancienneté .

## Histoire
L'Abbé Jean-Yves Le Moigne, aumônier des scouts, était par ailleurs professeur de lettres classiques à l'école Saint-Yves à Quimper. Il considérait que l'apprentissage d'un instrument était complémentaire à l'activité traditionnelle des scouts. Le groupe lui doit beaucoup (une allée Abbé Jean-Yves Le Moigne a été inaugurée fin avril 2007 par le maire de Quimper).
La troupe avait, elle, été créée en 1924 par Armel Picquenard. Depuis la scission des scouts de France en 1971, due à des divergences de pédagogie et de méthode, la troupe adhère aux Scouts unitaires de France. La troupe, devenue Raider, a choisi de se spécialiser dans la musique bretonne. Elle a gardé la même tenue qu'avant la scission (tenue beige et foulard orange). Le groupe Saint-Patrick reste actuellement l'un des plus vieux groupes SUF de France. La tenue du bagad est la tenue scoute avec kabig bleu.
Le 20 septembre 1996, le bagad Saint Patrick était présent à Sainte-Anne-d'Auray (Morbihan) lors du pèlerinage du pape Jean-Paul II. Il a sonné  à l'issue de la messe, en présence de quelque 150 000 personnes.

## Présentation

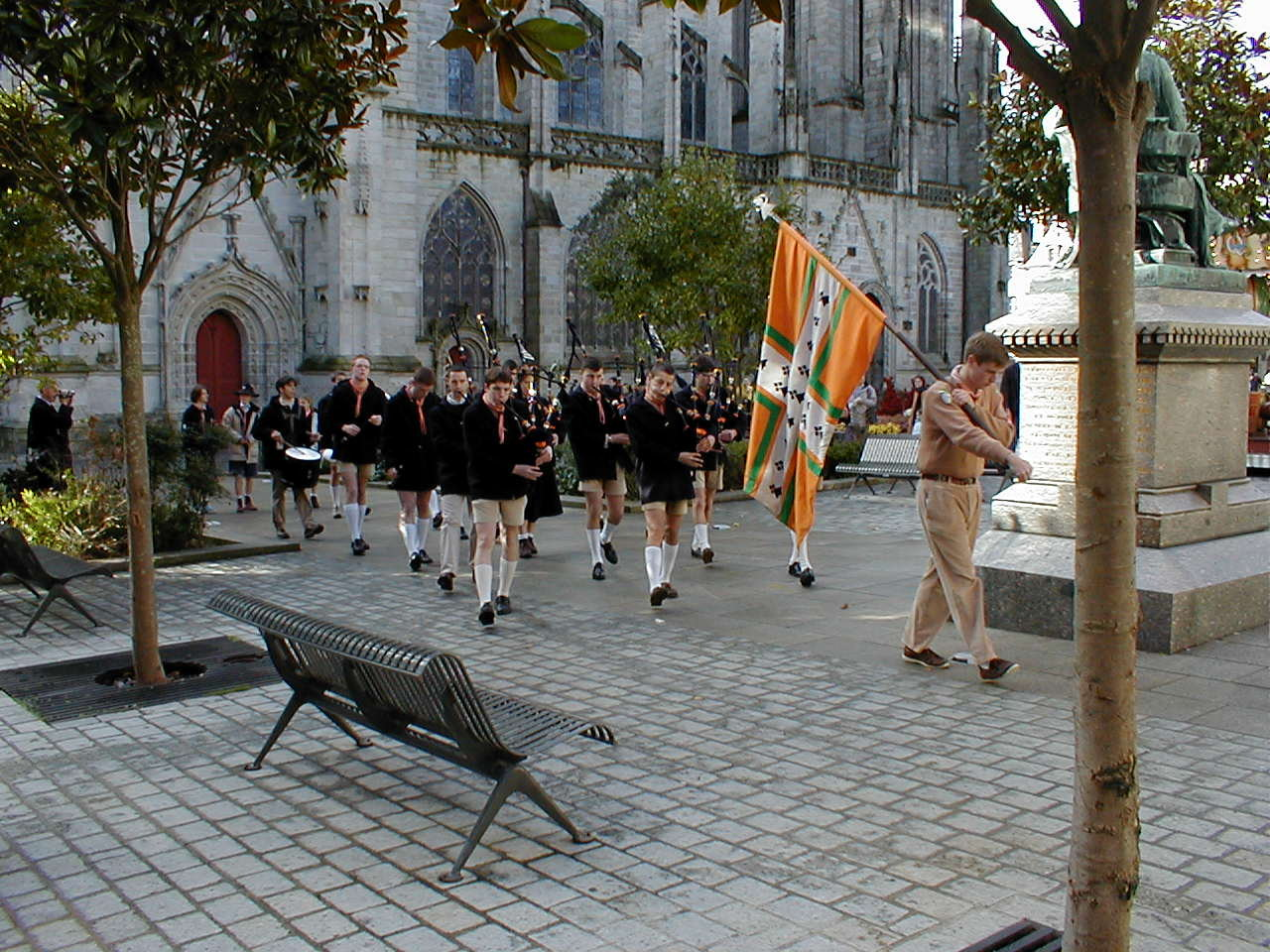
Bagad Saint-Patrick

Le bagad est ouvert à tout le groupe Saint-Patrick, sur la base du volontariat et moyennant une forte motivation (nombreuses répétitions). Il compte aussi plusieurs guides (appellation des éléments féminins chez les SUF), en tenue bleu marine. Il comporte trois pupitres : cornemuse, bombarde et batterie-caisses claires.
C'est le seul bagad qui existe dans le scoutisme français et aussi le seul bagad scout au monde. Il œuvre essentiellement à former de jeunes sonneurs, qui, passé l'âge du scoutisme, iront enrichir les autres bagadoù. On trouve ainsi d'anciens - et d'actuels - membres du bagad Saint-Patrick dans les plus prestigieux bagadoù de Bretagne, sur plusieurs générations.
N'étant pas l'activité principale de la troupe (qui est centrée sur les activités et la pédagogie scoutes traditionnelles), le bagad n'a pas vocation à concourir (il était en deuxième catégorie au début des années 1980). Il participe néanmoins régulièrement à des concerts, des défilés ou des concours musicaux. Il sonne également lors des camps d'été de la troupe, faisant découvrir la musique bretonne dans les régions qui l'accueillent.
La musique n'étant que l'un des aspects de la culture bretonne, l'apprentissage des techniques musicales est également lié à une découverte des danses et des chants bretons.